# Stygobromus longipes
Stygobromus longipes é uma espécie de crustáceo da família Crangonyctidae.
É endémica dos Estados Unidos da América.